# Waldfeucht
Waldfeucht is een gemeente in Duitsland in de Kreis Heinsberg, in Noordrijn-Westfalen en telt 8.912 inwoners (31 december 2020) op een oppervlakte van 30,27 km².

## Geografie
Waldfeucht ligt vlak bij Nederland, het ligt westelijk van Heinsberg. Het dorpje Waldfeucht waarnaar de gemeente vernoemd is, ligt ongeveer 5 km van Heinsberg af. De gemeente valt in het verzorgingsgebied van Heinsberg. De daaropvolgende dichtstbijzijnde stad (op 9-12 km afstand) is het Nederlandse Sittard. Tot aan de Franse tijd vormde Waldfeucht samen met Gangelt en Millen een bestuurlijke eenheid onder afwisselend Gelders, Heinsbergs, Limburgs en sinds 1378 Brabants bestuur. Vanaf 1499 vielen ze definitief onder het hertogdom Gulik.

## Plaatsen in de gemeente Waldfeucht
- Bocket
- Braunsrath
- Brüggelchen
- Frilinghoven
- Haaren
- Hontem
- Löcken
- Obspringen
- Schöndorf
- Selsten

## Bezienswaardigheden
- Waldfeucht werd vanaf 1202 voorzien van een stadsomwalling die nog in het stratenpatroon zichtbaar is. De stadspoorten werden in 1945 opgeblazen.
- Bolleberg, het restant van een mottekasteel
- Waldfeuchter Windmühle, grondzeiler van 1897.
- Sint-Lambertuskerk, driebeukige bakstenen basiliek uit 15e en 16e eeuw, in gotische stijl. Het koor is lang, wijkt in richting af van het schip, en heeft een tienhoekige koorafsluiting.
- Het Schlösschen, oorspronkelijk 17e en 18e eeuw, feitelijk een sober bakstenen gebouw.

## Natuur en landschap
Waldfeucht ligt in een landbouwgebied, niet ver van de Duits-Nederlandse grens, op een hoogte van ongeveer 50 meter. De Waldfeuchter Bach verloopt vanaf Waldfeucht in noordoostelijke richting.

## Nabijgelegen kernen
Maria Hoop, Brüggelchen, Koningsbosch, Bocket, Haaren

## Afbeeldingen

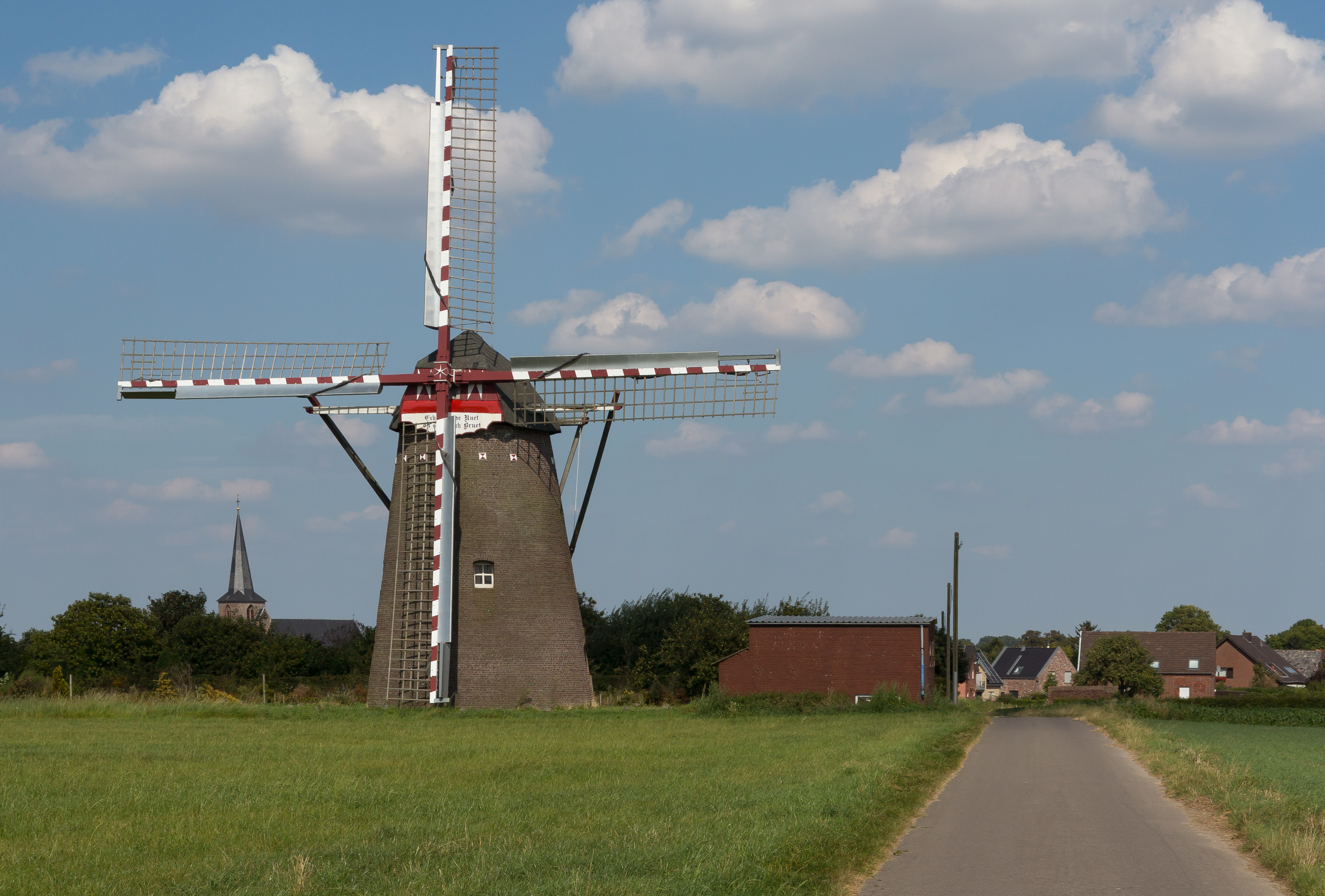
Waldfeucht, molen
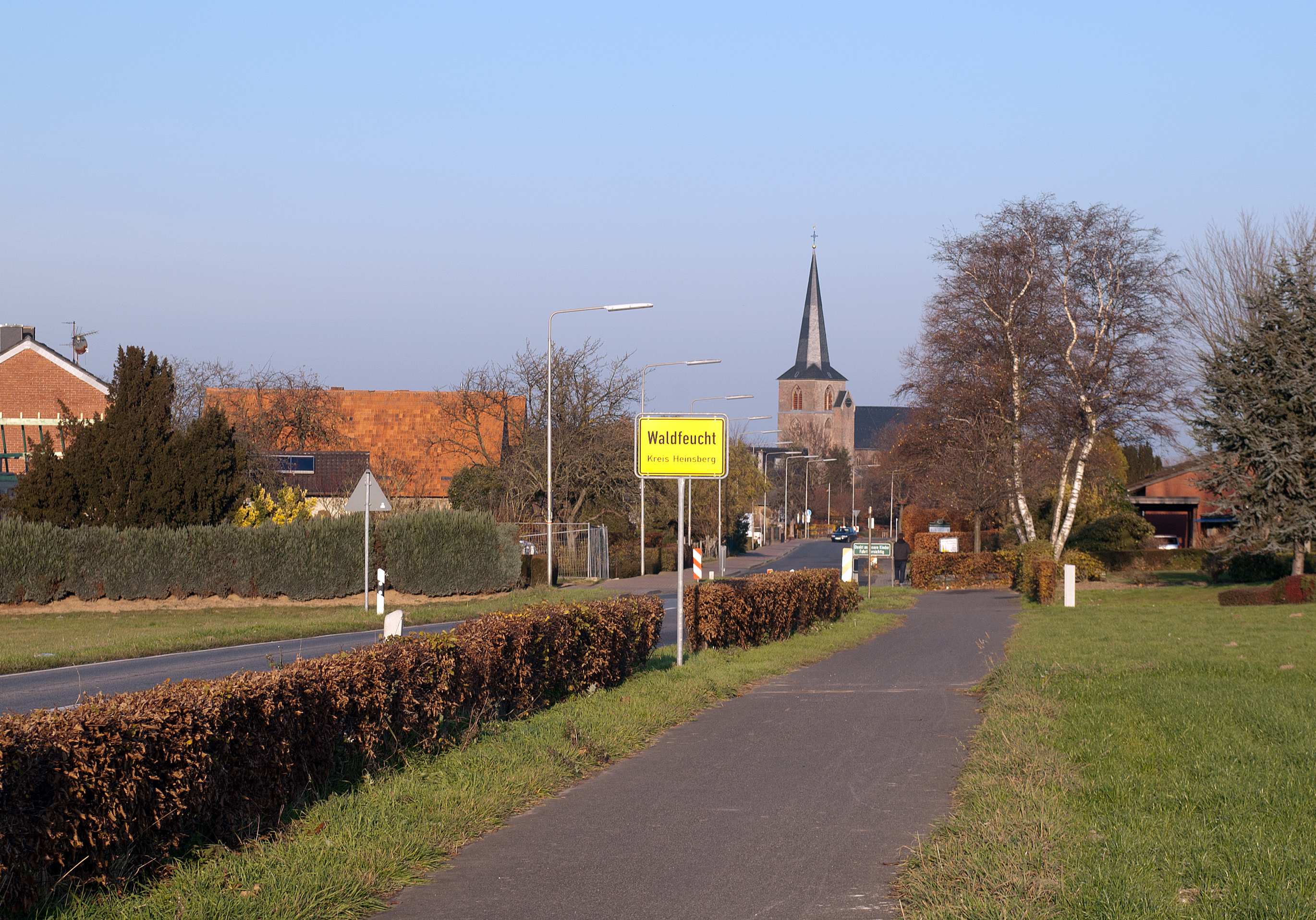
Gezicht op Waldfeucht
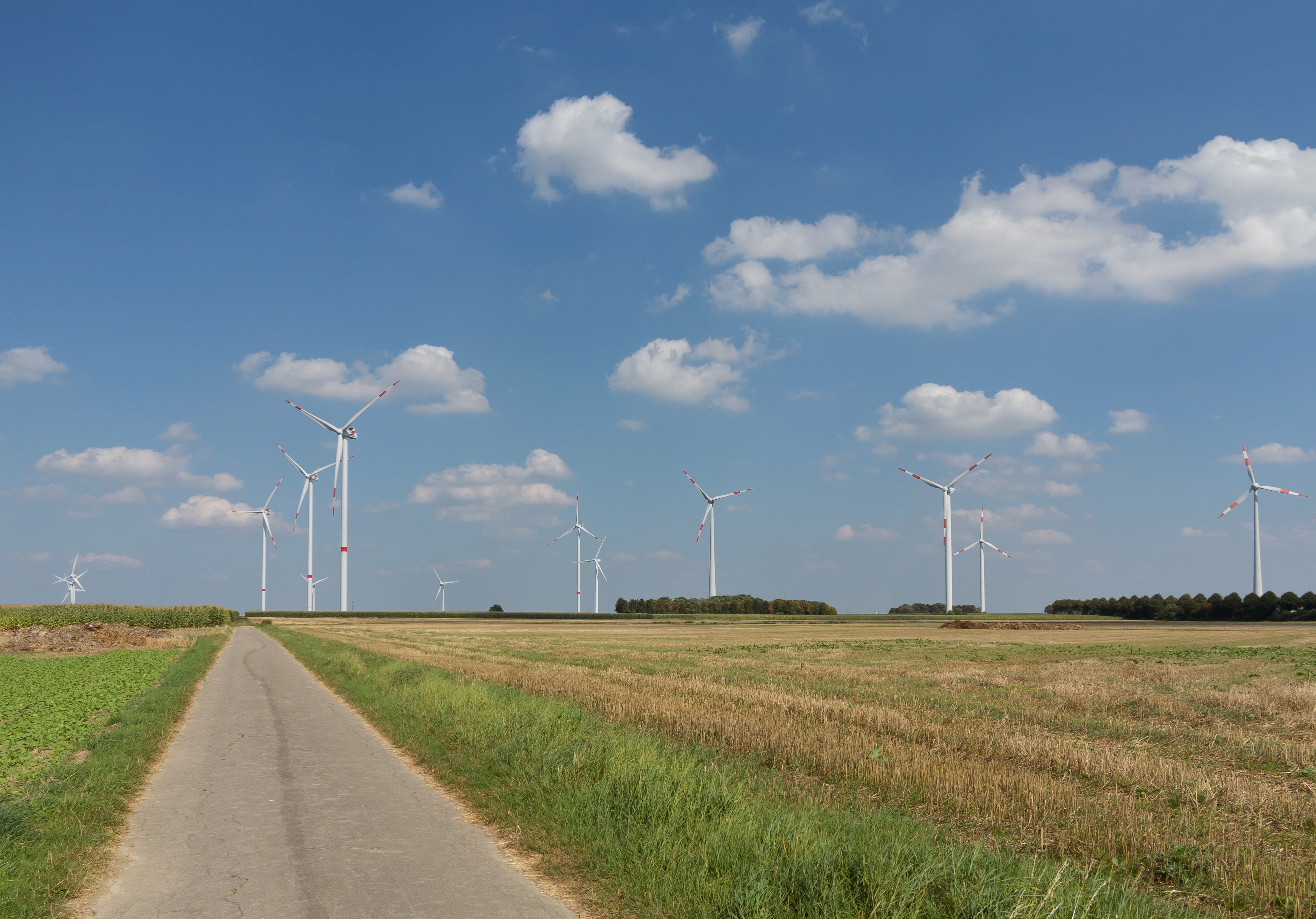
Tussen Waldfeucht en Saeffelen